# Santiago Ojeda (músico)
Santiago Ojeda Martínez-Negrete (Ciudad de México, 13 de octubre de 1964) es un músico y compositor mexicano. Integró grupos como Botellita de Jerez y Caifanes y ha compuesto la música de películas como Matando cabos y La ley de Herodes.

## Trayectoria
Ojeda nació en la Ciudad de México en 1964, hijo del músico y compositor Salvador "El Negro" Ojeda. Comenzó el estudio de la guitarra clásica a los once años, ingresando posteriormente a la Escuela Nacional de Música de la UNAM y el CIEM, y tomando clases particulares. Integró distintas bandas de rock, entre ellas, Aves de rapiña y Los nietos de don Luis. 
Por su parentesco con Diego Herrera, participó en el desarrollo de Caifanes, banda con la que participó en su concierto debut en Rockotitlán, el 11 de abril de 1987. Sin embargo, tras un breve periodo, decide salir de dicha agrupación debido a diferencias conceptuales con Sául Hernández. Dicha ruptura se realizó en buenos términos. Poco después, Santiago se integraría a Botellita de Jerez. Tras la salida de Sergio Arau de dicha banda en 1988, Ojeda fue invitado a ser el guitarrista del grupo tras un breve periodo en el que Arau fue sustituido por Lalo Tex de Tex Tex. En ese periodo, grabó los discos Niña de mis ojos, Busca amor, Forjando patria y El último guacarrock. En suma, alineó la banda de 1988 a 1996, en 2012, y de 2015 hasta su término, en 2019. Como músico, participó en conciertos de Timbiriche y en las presentaciones solistas de algunos de sus integrantes como Benny Ibarra, Sasha Sokol y Erick Rubín.
Como compositor de música original para películas ha compuesto la de filmes como La ley de Herodes, Matando cabos, Un mundo maravilloso, La primera noche y El Tigre de Santa Julia. Ha hecho música, igualmente, para teatro y para publicidad televisiva. El ensamble Tambuco grabó su pieza «Zappaloapan», registrada en el disco Rítmicas de 1997.

## Obra

### Como músico
- Niña de mis ojos (1989)
- Busca amor (1990),
- Forjando patria (1994)
- El último guacarrock (1998)
- #NoPinchesMames (2015)

### Como compositor
- Ámbar (1994)
- El camino largo a Tijuana (1988)
- Bandidos (1991)
- Perfume, efecto inmediato (1994)
- Educación sexual en breves lecciones (1997)
- La primera noche (1998)
- La ley de Herodes (1999)
- Una de dos (2002)
- Vuela angelito (2001)
- El Tigre de Santa Julia  (2002)
- Matando cabos (2004)
- Cero y van 4 (2004)
- Un mundo maravilloso (2006)
- Los que se quedan (2008)
- Dos lunas (2014)
- El ídolo (2018)

### Interpretaciones de su obra
- «Zappaloapan» por Tambuco (1997)